# Tony Osoba
Tony Osoba (* 15. März 1947 in Glasgow, Schottland) ist ein britischer Schauspieler.

## Leben
Osoba wurde an der Royal Scottish Academy of Music and Drama ausgebildet und begann seine Karriere 1974 als Häftling Jim „Jock“ McClaren in der britischen Sitcom Porridge. Die populäre Serie zog 1978 mit Going Straight ein Spinoff und 1979 einen Spielfilm nach sich. Er hatte Gastauftritte in Fernsehserien wie Mondbasis Alpha 1, Die Profis und Doctor Who und spielte 1979 neben Richard Harris, Richard Roundtree und Joan Collins in Spiel der Geier. 1982 hatte er eine kleine Nebenrolle im Actionfilm Das Kommando mit Lewis Collins und Richard Widmark.
Bekanntheit im deutschsprachigen Raum erlangte er durch seine Darstellung des Detective Sergeant Charles Jarvis in der Fernsehserie
Dempsey und Makepeace. 1990 spielte er in der langlebigen Seifenoper Coronation Street die Rolle des Peter Ingram und 1994 war er an der Seite von Timothy Dalton in der Ken-Follett-Verfilmung Ken Folletts Roter Adler zu sehen. Zwischen 2002 und 2003 hatte er die Rolle des Branko in der Serie Dinotopia, in welcher auch Michael Brandon mitwirkte, mit dem er zuvor in Dempsey und Makepeace spielte. Osoba ist zudem als Theaterschauspieler aktiv und trat unter anderem in Aufführungen von Coriolanus, Julius Cäsar, Antonius und Cleopatra und Titus Andronicus  der Royal Shakespeare Company auf.
Osoba ist seit 1989 mit Sally Wignall verheiratet.

## Filmografie (Auswahl)
- 1974–1977: Porridge
- 1976: Mondbasis Alpha 1 (Space: 1999)
- 1976: Liebesgrüße aus Palermo (Come Una Rosa Al Naso)
- 1978: Die Profis (The Professionals)
- 1979: Doctor Who: Destiny of the Daleks
- 1979: Spiel der Geier (Game for Vultures)
- 1981: Die unglaublichen Geschichten von Roald Dahl (Tales of the Unexpected)
- 1981: Im Land des Feuerbaums (The Flame Trees of Thika)
- 1982: Das Kommando (Who Dares Wins)
- 1983: Jim Bergerac ermittelt (Bergerac)
- 1985–1986: Dempsey & Makepeace
- 1987: Doctor Who: Dragonfire
- 1990: Coronation Street
- 1994: Ken Folletts Roter Adler (Lie Down with Lions)
- 1997: Bugs – Die Spezialisten (Bugs)
- 2000: Arabian Nights – Abenteuer aus 1001 Nacht (Arabian Nights)
- 2002: Waking the Dead – Im Auftrag der Toten (Waking the Dead)
- 2002–2003: Dinotopia
- 2008: Hollyoaks